# Olinto De Pretto
Olinto De Pretto (Schio, 26 aprile 1857 – Schio, 16 marzo 1921) è stato un agronomo, imprenditore, geologo e fisico italiano.

## Biografia
Laureato in agraria, fu assistente alla Scuola di agricoltura di Milano e amministratore della società "Ing. Silvio De Pretto & C", fondata dal fratello Silvio nel 1885 e divenuta nel 1920 la De Pretto-Escher Wyss. Nel tempo libero si dedicava allo studio della fisica e della geologia. Morì assassinato il 16 marzo 1921.

## Studi e ricerche geologiche
Nel 1888, a seguito delle sue ricerche col fratello Augusto, pubblicò il suo primo articolo: L'influenza della crescita e del degrado delle montagne nello sviluppo dei ghiacciai.  Appassionato di montagna, coi fratelli Augusto e Silvio nel 1892 fondò il Circolo Alpinistico Scledense di cui Silvio era presidente.  Nel 1986 il Bollettino della Società Italiana di Geologia ripubblicò il suo articolo Il Degradamento delle montagne e la sua influenza sui ghiacciai.
Nel 1898, il suo articolo intitolato Epoche glaciali e Teoria dell'Orografia fu pubblicato sul Bollettino dl Club Alpino Italiano. Nel 1899 pubblicò Segni Geologici nei dintorni di Schio.

## Ipotesi dell'etere nella vita dell'universo
Il 23 novembre del 1903 Olinto De Pretto presentò al Reale Istituto Veneto di Scienze, Lettere ed Arti un saggio dal titolo Ipotesi dell'etere nella vita dell'universo, pubblicato il 27 febbraio 1904 assieme ad una lettera dell'astronomo sen. Giovanni Schiaparelli.
Nella memoria si tentava, con diverse argomentazioni, di dare una spiegazione teorica alla natura dell'etere e alla forza gravitazionale. Ma il lavoro di De Pretto è un insieme di nozioni erronee o superate, riguardanti l'interazione tra etere e materia.  Citando le parole di Schiapparelli, «Il modo ingegnoso con cui Ella dai movimenti delle particelle eteree deduce le leggi newtoniane dell'attrazione rassomiglia molto alla teoria dei corpuscoli ultra-mondani ideata dal Lesage allo stesso scopo; il procedimento della dimostrazione è sostanzialmente il medesimo. La differenza principale consiste in questo; che le particelle del suo etere comunicano impulsi alla molecola della materia per mezzo di moti vibratori; mentre il Lesage fa piovere con gran velocità i suoi corpuscoli ultramondani da tutte le direzioni dello spazio sopra ciascuna molecola materiale, dando così a questa, ciascuno un piccolo impulso nella direzione da cui è venuto. Il risultato finale è però esattamente il medesimo.».
Gli argomenti trattati in Ipotesi dell'etere nella vita dell'universo sono:
1. L'attrazione e l'etere
2. Attrazione, coesione e affinità
3. Energia nell'etere ed energia latente nella materia
4. Altri effetti delle vibrazioni dell'etere
5. Del calore solare
6. Rapporto tre la massa e la temperatura dei pianeti
7. Come si possa mantenere e rigenerare l'energia dell'universo
8. Altre conseguenze importanti dell'ipotesi
9. L'ipotesi dell'etere applicata alle nebulose e alle stelle
10. Conclusione

### Calore del nucleo terrestre
Nel quarto capitolo del suo trattato De Pretto attribuisce anche all'azione dell'etere l'intenso calore presente al centro della Terra: «Ma v'è una circostanza da considerare, importante più di ogni altra: l'azione dei raggi dell'etere si propaga liberamente fino nel più interno degli ammassi materiali, qualunque sia la loro grandezza. La trasformazione in calore d'una frazione dell'energia proveniente dall'esterno, avviene per spiegarci, sul posto, e tale calore è destinato ad accumularsi verso il centro, poiché una volta che l'energia è trasformata in calore, perde la proprietà di propagarsi per irradiazione traverso alla materia, ma può solo trasmettersi per conduttività e quindi assai lentamente. Per tal modo la forza viva trasformata, in virtù degli attriti in calore, rimane per così dire imprigionata ed è perciò che il calore potrà accumularsi verso il centro e raggiungere un alto grado di temperatura.».
Non esclude tuttavia, quale concausa, un effetto propriamente geologico: «Tutto ciò senza voler punto escludere che il calore centrale terrestre possa attribuirsi, almeno in gran parte, ad una causa più remota, quale residuo cioè, di quel periodo in cui la terra doveva essere liquida o gasosa.».

### Decadimenti radioattivi
Nel quarto capitolo della sua memoria De Pretto analizzò il decadimento radioattivo dell'uranio e del torio, attribuendone la radioattività all'energia trasferita dall'etere alla materia: «Dato che una frazione dell'energia dell'etere venga in tal modo assorbita, non è necessario ammettere che tale energia si trasformi esclusivamente in calorico, ma è forse da ritenere che abbiano luogo anche altri fenomeni di natura a noi ignota. La proprietà dell'Uranio e dei suoi composti di emanare costantemente e stabilmente speciali irradiazioni, potrebbe dar ragione di tale modo di vedere. Anche il Torio ed i suoi composti, hanno la proprietà di emettere i raggi detti uranici, ma hanno anche una proprietà ancora più caratteristica, di emettere cioè delle particelle dette radioattive, le quali si diffondono attraverso delle lamine sottili e fogli di carta.».

### Energia dell'etere ed energia latente nella materia
Circa l'energia dell'etere, nel terzo capitolo della sua memoria De Pretto afferma che «La formula {\displaystyle mv^{2}}, tenuto conto dell'immensa velocità {\displaystyle v} di vibrazione dell'etere, ci dà, se non la misura, almeno l'idea dell'immensità della forza che esso rappresenta.».
Quanto all'energia latente nella materia, sempre nel terzo capitolo del trattato si legge: «Perciò quando diciamo che la materia è inerte non dobbiamo intendere con questo che essa sia inattiva; la parola inerte spiega il vero ufficio della materia, rispetto all'attività dell'etere. La materia infatti ubbidisce all'azione dell'etere, ne utilizza e immagazzina le energie, come il volante di una macchina a vapore, che si muove per l'impulso del vapore e ne immagazzina per l'inerzia, l'energia sotto forma di forza viva. Ora se tutta l'intima compagine di un corpo è animata da movimenti infinitesimi, ma rapidissimi, al pari forse dell'etere, movimenti a cui nessuna particella si sottrae, si dovrebbe concludere che la materia di un corpo qualunque, contiene in se stessa una somma di energia rappresentata dall'intera massa del corpo, che si muovesse tutta unita ed in blocco nello spazio, colla medesima velocità delle singole particelle. Ma tale deduzione ci conduce a delle conseguenze inattese ed incredibili. Un chilogrammo di materia, lanciato con la velocità della luce, rappresenterebbe una somma di tale energia da non poterla nè anche concepire. La formula {\displaystyle mv^{2}} ci dà la forza viva e la formula {\displaystyle mv^{2}/8338} ci dà, espressa in calorie, tale energia. Dato adunque {\displaystyle m=1} e {\displaystyle v} uguale a trecentomila chilometri per secondo, cioè 300 milioni di metri, che sarebbe la velocità della luce, ammessa anche per l'etere, ciascuno potrà vedere che si ottiene una quantità di calorie rappresentata da 10794 seguito da 9 zeri e cioè oltre dieci milioni di milioni. A quale risultato spaventoso ci ha mai condotto il nostro ragionamento? Nessuno vorrà facilmente ammettere che immagazzinata ed allo stato latente, in un chilogrammo di materia qualunque, completamente nascosta a tutte le nostre investigazioni, si celi una tale somma di energia, equivalente alla quantità che si può svolgere da milioni e milioni di chilogrammi di carbone; l'idea sarà senz'altro giudicata da pazzi.»

## Presunta formulazione dell'equivalenza tra massa e energia
Secondo Umberto Bartocci,  De Pretto nelle sue formulazioni avrebbe anticipato l'equivalenza tra massa ed energia un anno prima di Einstein. Bartocci ritiene probabile che il lavoro di De Pretto sull'argomento fosse noto a Michele Besso, amico e corrispondente di Einstein. Da qui l'ipotesi che Einstein sia stato ispirato dalle idee di De Pretto. La tesi non trova alcun riscontro documentale e scientifico e si tratta di mera somiglianza formale, in quanto «De Pretto riportò la formula della forza viva valida a quel tempo, che non era sinonimo dell'energia cinetica bensì del suo doppio.» [...]  De Pretto, «se avesse inteso la formula relativa all'energia cinetica del corpo in movimento, avrebbe scritto: E (energia cinetica)=mv²/2; vale a dire la nota formula di fisica classica, che è totalmente diversa dalla mc²»

## Onorificenze
Nel 1906 De Pretto fu accolto quale membro della Accademia dei Lincei. Il suo direttore, Ernesto Mancini, che era anche membro della Royal Society di Londra, presentò al comitato scientifico di questa organizzazione i documenti di De Pretto chiedendone il riconoscimento internazionale. Il testo fu accolto con favore dalla Royal Society ed inserito nel suo "Catalogo internazionale della letteratura scientifica".